# Malanea chocoana
Malanea chocoana är en måreväxtart som beskrevs av Paul Carpenter Standley och Julian Alfred Steyermark. Malanea chocoana ingår i släktet Malanea och familjen måreväxter. Inga underarter finns listade i Catalogue of Life.